# Ardeshir Reporter
Pour les articles homonymes, voir Reporter (homonymie).
Ardeshir Reporter était un agent de renseignement britannique auquel on a prêté un rôle dans le coup d'état persan de 1921, ainsi que des liens étroits avec la dynastie Pahlavi.
Il est né dans une famille Parsis zoroastrienne de Bombay le 22 août 1865. Il fut un agent secret de renseignement britanniques en Iran pendant de nombreuses années, semble-t-il de 1893 à sa mort, selon certaines sources. Il se rendit en Iran sous la couverture d'un journaliste du Times. C'est lui qui présenta le général Edmund Ironside à Reza Khan, et ce fut Ironside qui encouragea Reza Khan à s'emparer du pouvoir. Selon son testament et ses dernières volontés, il fut celui qui découvrit Reza Khan et le guida dans le coup d'état du 22 février 1921. Par conséquent, il contribua au coup d'état militaire de Reza Khan et, indirectement, à l'établissement de la dynastie Pahlavi et l'intronisation de Reza Chah en Iran, en 1925 . Ardeshir Reporter est mort à Téhéran en 1933. Son fils, Shapour Reporter, fut également un agent de renseignement britannique en Iran qui servit sous la dynastie Pahlavi après la mort de Reza Chah.
Néanmoins, toutes ces allégations au sujet de son implication dans le coup d'état de 1921, de même que ses liens que lui puis son fils entretinrent avec la dynastie Pahlavi sont sujets à caution : Cyrus Ghani écrit dans son livre, Iran and the Rise of the Reza Shah : From Qajar Collapse to Pahlavi Power, centré sur l'avènement de Reza Khan, que le testament et dernières volontés d'Ardeshir Reporter firent surface en même temps que les mémoires du général Ironside (mort en 1959) furent publiées, en 1972, donc bien après les événements et la mort de la plupart des protagonistes ; le testament ne fut publié qu'en 1987 dans les mémoires d'Hossein Fardoust, ancien camarade de classe de Mohammad Reza Chah qui, à la révolution de 1979, retourna sa veste en neutralisant l'armée et travailla pour le nouveau régime jusqu'à sa mort. Ses mémoires sont souvent considérés comme une référence en ce qui concerne l'ère des Pahlavi (surtout le règne de Mohammad Reza Chah) par la République Islamique. De nombreux autres documents d'agences de presse liées à la presse d'état de la république islamique continuèrent à renforcer cette thèse. Pour Ghani, il ne fait pas de doute que la plupart de ces « documents » n'ont pas d'autres utilité que de salir l'image de Reza Chah à travers les circonstances de son avènement, en liant sa prise de pouvoir aux puissances étrangères (Ardeshir Reporter, agent britannique) où à d'autres forces occultes (Habibollah Hoveyda, sous-ministre des affaires étrangères, franc-maçon et bahaï ), ces documents indiquant par exemple que Reza Khan « n'était pas un bon chiite » (ce qui aurait dû l'empêcher d'accéder au pouvoir selon la constitution iranienne) et opiomane . Ce qui fait le réel rôle d'Ardeshir Reporter dans le coup d'état nous est en réalité assez inconnu.